# 흑치준
흑치준(黑齒俊, 676년~706년 7월 7일)은 백제 출신의 번장으로 당(唐)의 좌령군위대장군(左领军卫大将军)을 지내고 연국공(燕国公)에 봉해졌던 무장 흑치상지(黑齿常之)의 아들이다.

## 생애
스무 살이 되던 만세등봉 원년(696년) 별주로써 양왕(梁王) 무삼사(武三思)를 따라 거란의 이진충, 손만영이 영주에서 일으킨 봉기를 진압하는데 종군하여 공을 세우고 유격장군에 제수되고 행난주엄무진장(行兰州广武镇将)이 되었다.
성력(聖歷) 원년(698년) 아버지 흑치상지의 억울한 죽음에 대한 원통함을 풀고자 백방으로 애쓴 끝에 아버지의 신원을 이루는데 성공하였다. 우표도위익부좌랑장(右豹韬卫翊府左郎将)에 임명되었으며, 곧이어 우금오위익부중랑장(右金吾卫翊府中郎将) 상주국(上柱国)으로 옮겼다.
신룡(神龍) 2년(706년) 5월 23일(양력 7월 7일) 낙양현의 종선리(从善里)에 있던 저택에서 향년 31세로 사망하였고, 그 해 8월 13일에 아버지와 같은 북망산(北邙山)에 안장되었다.
1929년 10월 북망산에서 흑치상지와 그 아들 흑치준의 묘지명이 함께 발굴되었다.

## 같이 보기
- 무삼사
- 흑치상지